# Sainte-Sève
Sainte-Sève (bretonisch Sant-Seo) ist eine französische Gemeinde in der Region Bretagne im Département Finistère mit 1060 Einwohnern (Stand 1. Januar 2022). Morlaix liegt fünf Kilometer nordöstlich, Brest fast 50 Kilometer westsüdwestlich und Paris etwa 460 Kilometer östlich.
Es gibt in unmittelbarer Nähe der Gemeinde eine Abfahrt an der Schnellstraße E 50 (Rennes-Brest) und in Morlaix gibt es einen Regionalbahnhof.

## Bevölkerungsentwicklung
| Jahr                       | 1962 | 1968 | 1975 | 1982 | 1990 | 1999 | 2009 | 2017 |
| Einwohner                  | 347  | 318  | 525  | 745  | 842  | 787  | 867  | 1016 |
| Quellen: Cassini und INSEE |      |      |      |      |      |      |      |      |

## Sehenswürdigkeiten
- Herrenhaus Kervéguen
- Herrenhaus Penanvern, Monument historique
- Herrenhaus Grand-Plessis

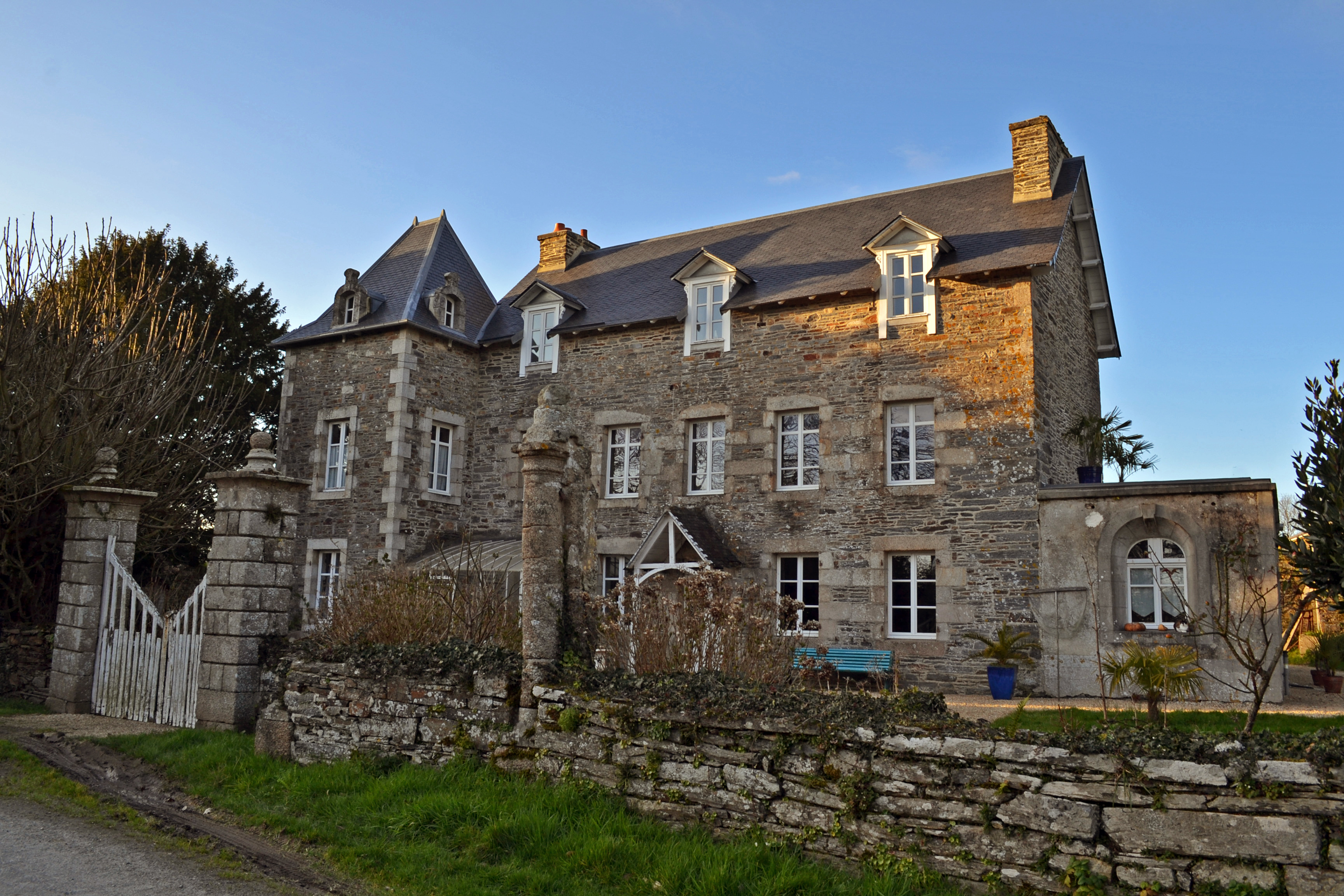
Herrenhaus Kervéguen
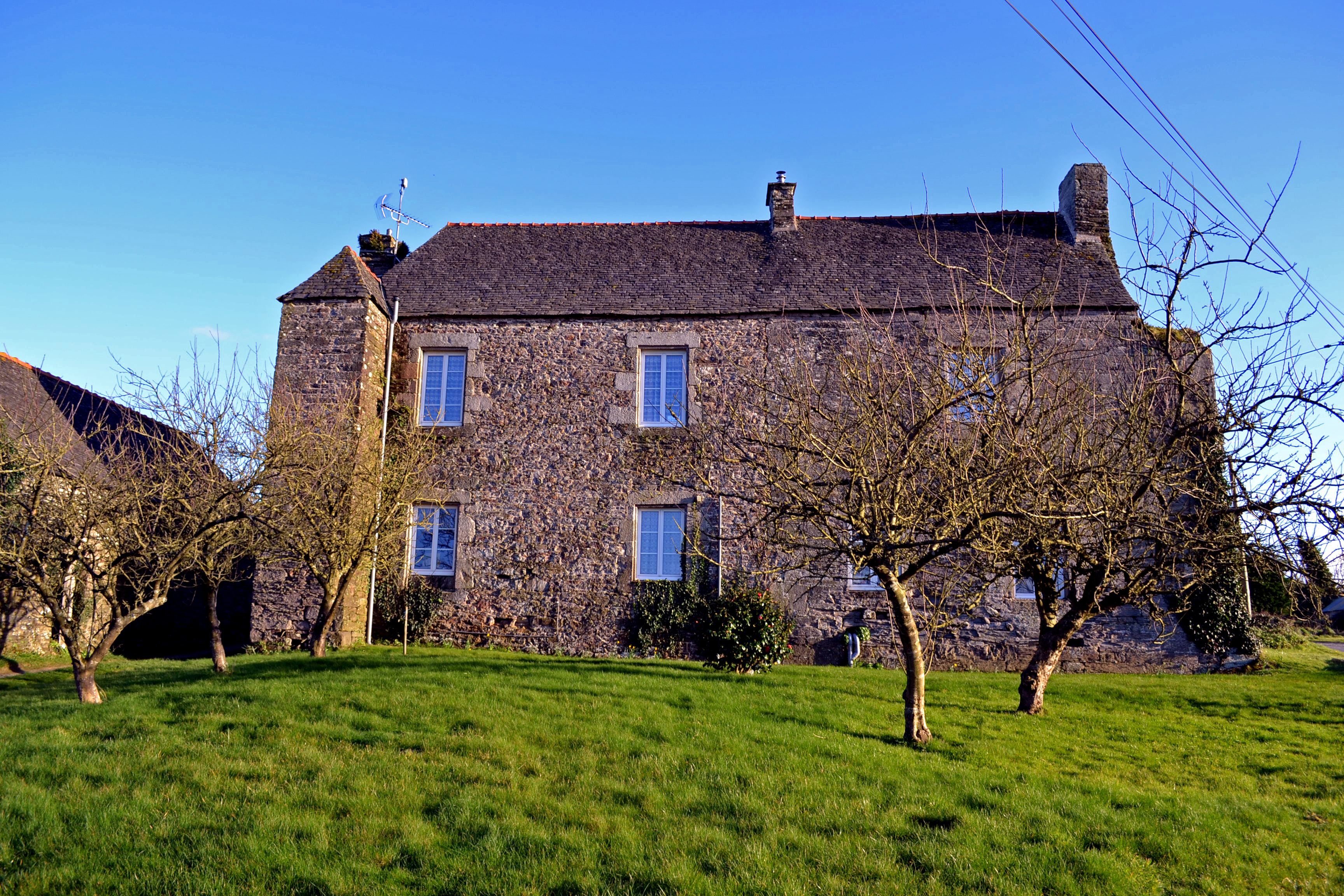
Herrenhaus Penanvern
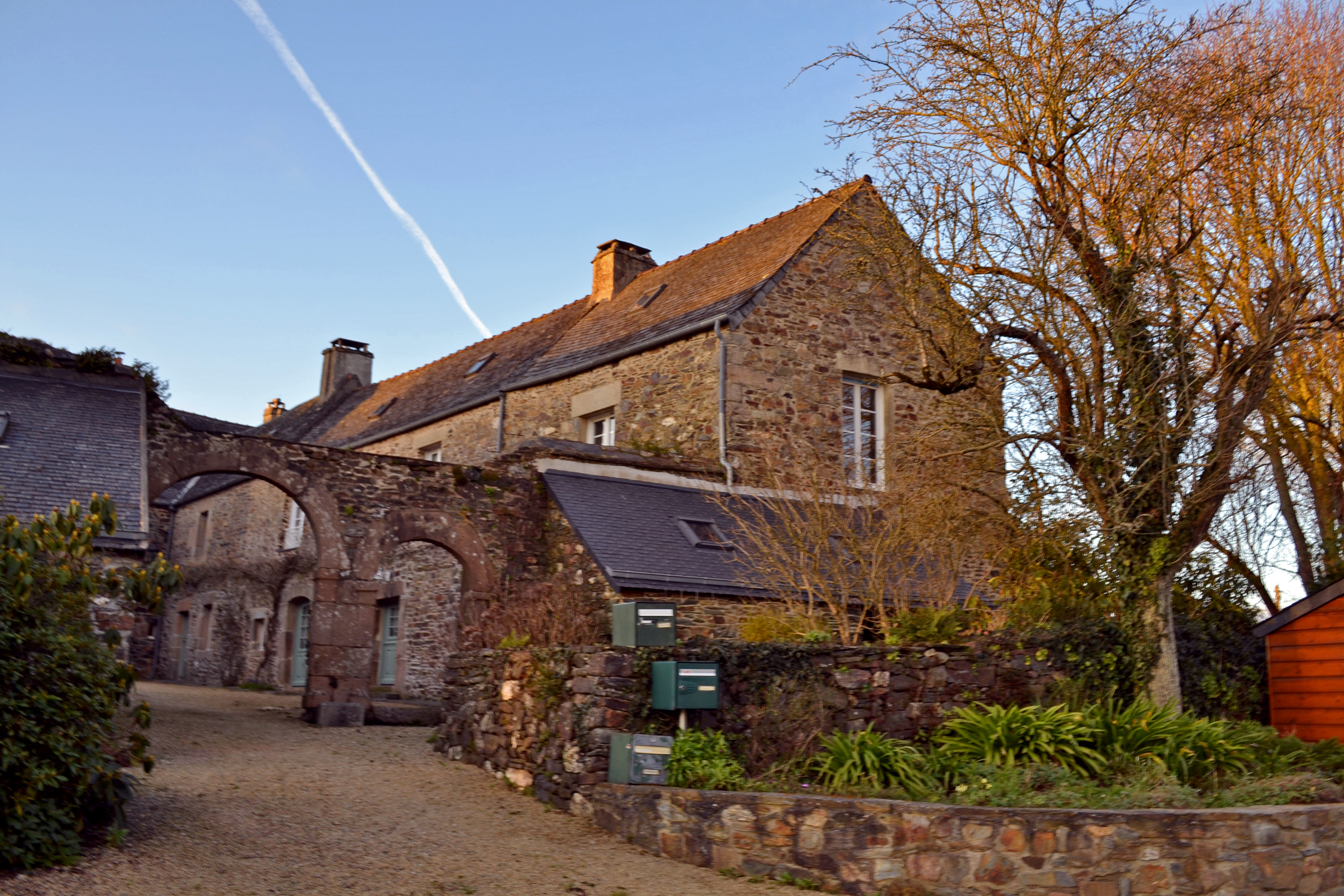
Herrenhaus Grand-Plessis

Siehe auch: Liste der Monuments historiques in Sainte-Sève